# Fernando Taddei
Fernando Taddei, CM (Casalattico, 9 de fevereiro de 1867 — Jacarezinho, 9 de janeiro de 1940) foi um sacerdote católico ítalo-brasileiro, bispo de Jacarezinho de 1927 à data de sua morte.

## Vida
Fez seus estudos em preparação ao sacerdócio na Congregação da Missão, foi para este fim a Paris, onde fez os estudos de Teologia e Filosofia, vindo em seguida ao Brasil. Recebeu a ordenação sacerdotal em 1º de novembro de 1890, na Bahia. Foi Diretor do Internato Paranaense, onde recebeu do Papa Pio XI, a nomeação para Bispo de Jacarezinho aos 22 de abril de 1927. Em 29 de junho de 1927, foi sagrado Bispo na Igreja do Colégio da Imaculada Conceição das Irmãs de Caridade, da Praia do Botafogo. Já em 14 de agosto de 1927, Dom Fernando Taddei toma posse solene, na presença de grande multidão, autoridades do executivo jacarezinhense e região, além de autoridades eclesiásticas que o aguardavam. Sua passagem marcou a história da Diocese e da cidade, onde dedicou 13 anos de sua vida ao trabalho à frente de Igreja.